# Beni Khirane
Beni Khirane of Banu Khirane is een Arabische stam die afstammt van de Banu Hilal-stam. Ze leefden vanaf de 11e eeuw in Noord-Afrika en hebben zich gevestigd in Marokko. De stam bestond grotendeels uit boeren die hun nomadische bedoeïenenkarakter hebben behouden.